# Cieśnina Świętego Jerzego
Cieśnina Świętego Jerzego (ang. Saint George’s Channel) – cieśnina oddzielająca wyspy Nowa Brytania i Nowa Irlandia w Archipelagu Bismarcka. Łączy Morze Salomona i Morze Nowogwinejskie. Ma około 35 km szerokości i do około 1000 m głębokości (we wschodniej części). Została odkryta i nazwana w 1700 roku przez Williama Dampiera, lecz ze względu na wrogość miejscowej ludności nie przepłynął przez nią i została ona wówczas przez niego uznana za zamkniętą zatokę. Dopiero Philip Carteret w 1767 roku przepłynął przez nią i wykazał, że oddziela Nową Brytanię od Nowej Irlandii. Podczas II wojny światowej cieśnina była wykorzystywana przez Japońską Cesarską Marynarkę Wojenną jako połączenie Rabaulu z otwartym morzem oraz dla okrętów zmierzających w kierunku Wysp Salomona. Misje aliantów przeciwko japońskim siłom w rejonie cieśniny były prowadzone w okresie od 31 grudnia 1942 roku do 26 października 1944 roku. W północnej części cieśniny leży archipelag Duke of York Islands. Do cieśniny uchodzi rzeka Warangoi.